# Circondario di Kassel
Il circondario di Kassel è uno dei circondari dello stato tedesco dell'Assia.
Fa parte del distretto governativo di Kassel.

## Città e comuni
(Abitanti al 31 dicembre 2022)
| Comuni del circondario | Città 1. Bad Karlshafen (3 695) 2. Baunatal [Sede: Altenbauna] (28 339) 3. Grebenstein (5 790) 4. Hofgeismar (15 521) 5. Immenhausen (7 092) 6. Liebenau (2 989) 7. Naumburg (5 111) 8. Trendelburg (4 867) 9. Vellmar [Sede: Niedervellmar] (18 474) 10. Wolfhagen (13 493) 11. Zierenberg (6 604) | Comuni 1. Ahnatal [Sede: Weimar bei Kassel] (8 052) 2. Bad Emstal [Sede: Sand] (5 967) 3. Breuna (3 574) 4. Calden (7 592) 5. Espenau [Sede: Hohenkirchen] (5 266) 6. Fuldabrück [Sede: Dörnhagen] (8 953) 7. Fuldatal [Sede: Ihringshausen] (12 837) 8. Habichtswald [Sede: Dörnberg (Habichtswald)] (5 254) 9. Helsa (5 755) 10. Kaufungen [Sede: Oberkaufungen] (12 764) 11. Lohfelden [Sede: Crumbach] (14 393) 12. Nieste (2 080) 13. Niestetal [Sede: Sandershausen] (11 434) 14. Reinhardshagen [Sede: Veckerhagen] (4 391) 15. Schauenburg [Sede: Hoof] (10 644) 16. Söhrewald [Sede: Wellerode] (4 677) 17. Wesertal (5 110) Territori extracomunali 1. Gutsbezirk Reinhardswald |